# Kristina Mundt
Kristina Mundt (Merseburg, 25 gennaio 1966) è un'ex canottiera tedesca.

## Palmarès

### Olimpiadi
- 2 medaglie:
  - 2 ori (Seul 1988 nel quattro di coppia; Barcellona 1992 nel quattro di coppia)

### Mondiali
- 3 medaglie:
  - 2 ori (Hazewinkel	1985 nel quattro di coppia; Indianapolis 1994 nel quattro di coppia)
  - 1 argento (Račice 1993 nel quattro di coppia)